# Наталес
Наталес (ісп. Natales) - муніципалітет в Чилі. Адміністративний центр комуни і провінції Ультіма-Есперанса - місто Пуерто-Наталес. Населення - 16 978 осіб (2002). Місто і комуна входить до складу провінції Ультіма-Есперанса і області Магальянес і Чилійська Антарктика.
Територія комуни - 49924,1 км². Чисельність населення - 20366 жителів (2007). Щільність населення - 0,38 чол/км².

## Розташування
Місто Пуерто-Наталес розташоване за 191 км на північний захід від адміністративного центру області міста Пунта-Аренас.
Комуна межує:
- на півночі - c комунами Тортельє, О'Гіґґінс
- на сході - з провінцією Санта-Крус (Аргентина) і комуною Торрес-дель-Пайне
- на південному сході - c комуною Лагуна-Бланка
- на півдні - c комуною Ріо-Верде

На заході комуни розташований Тихий океан.

## Демографія
Згідно з відомостями, зібраними в ході перепису Національним інститутом статистики, населення комуни становить 20366 осіб, з яких 10912 чоловіків і 9454 жінок.
Населення комуни складає 13,02% від загальної чисельності населення області Магальянес і Чилійська Антарктика, при цьому 11,28% відноситься до сільського населення і 88,7% - міське населення.